# Frontenay (Jura)
Pour les articles homonymes, voir Frontenay.
Frontenay est une commune française située dans le département du Jura en région Bourgogne-Franche-Comté. Il fait partie de la région historique de Franche-Comté, issue de l'ancienne comté de Bourgogne, terre du Saint-Empire jusqu'au XVIIe siècle, et faisait partie jusqu'en 2013 de la région administrative de Franche-Comté.

## Géographie

### Situation
Frontenay est située à une dizaine de kilomètres au nord-est de Lons-le-Saulnier, chef-lieu du département, à 35 km au sud de Dole, à une cinquantaine de kilomètres au sud-ouest de Besançon et à environ 80 km par la route de la frontière suisse (commune du Lieu) par Champagnole et Mouthe.

### Relief et hydrographie
Le ruisseau du Rostaing qui prend sa source dans la partie ouest de la commune au lieudit Les Vernois et part vers le nord (Passenans), est un lointain sous-affluent du Rhône, par la Saône, la Seille, la Brenne et le ruisseau du Clusiau. 
À l'ouest du bourg, la limite entre la commune de Frontenay et celle de Domblans est marquée par le ruisseau de Vau qui prend aussi sa source dans la commune. C'est un affluent de la Seille ; leur confluent se trouve à seulement 300 m au sud de Frontenay.
Le relief, assez vallonné, s'étage entre 250 et 563 m d'altitude. Les altitudes les plus élevées (> 500 m) se trouvent à l'est de la commune. Dans le bourg, l'église est à 400 mètres d'altitude. Le point le plus bas correspond à l'endroit où le ruisseau de Vau quitte la commune. La pente initiale est bien marquée, le ruisseau passant de 350 m à la source à 250 m en seulement 1,5 kilomètre.

### Climat
Pour des articles plus généraux, voir Climat de la Bourgogne-Franche-Comté et Climat du département du Jura.
En 2010, le climat de la commune est de type climat de montagne, selon une étude du Centre national de la recherche scientifique s'appuyant sur une série de données couvrant la période 1971-2000. En 2020, Météo-France publie une typologie des climats de la France métropolitaine dans laquelle la commune est exposée à un climat semi-continental et est dans la région climatique  Jura, caractérisée par une forte pluviométrie en toutes saisons (1 000 à 1 500 mm/an), des hivers rigoureux et un ensoleillement médiocre. 
Pour la période 1971-2000, la température annuelle moyenne est de 10,5 °C, avec une amplitude thermique annuelle de 17,4 °C. Le cumul annuel moyen de précipitations est de 1 325 mm, avec 13,1 jours de précipitations en janvier et 9 jours en juillet. Pour la période 1991-2020, la température moyenne annuelle observée sur la station météorologique de Météo-France la plus proche, « Le Fied_sapc », sur la commune du Fied à 8 km à vol d'oiseau, est de 9,8 °C et le cumul annuel moyen de précipitations est de 1 434,5 mm. 
La température maximale relevée sur cette station est de 37,3 °C, atteinte le 19 juillet 2022 ; la température minimale est de −28,4 °C, atteinte le 20 décembre 2009,,. 
Les paramètres climatiques de la commune ont été estimés pour le milieu du siècle (2041-2070) selon différents scénarios d'émission de gaz à effet de serre à partir des nouvelles projections climatiques de référence DRIAS-2020. Ils sont consultables sur un site dédié publié par Météo-France en novembre 2022.

### Voies de communication
La commune se trouve 
- à un kilomètre à l'est de l'ancienne route nationale 83 (Strasbourg-Colmar-Belfort-Besançon-Lyon), souvent à quatre voies, qui passe à Saint-Germain-lès-Arlay et à Poligny ;
- à 10 km au sud de l'ancienne route nationale 5 (Paris-Fernay-Voltaire > Genève) qui passe à Poligny ;
- à 10 km au nord de la route départementale 471 (Lons-le-Saulnier-Pontarlier).

Le bourg de Frontenay est traversé par la D57 (vers le nord : Passenans, Saint-Lothain, Poligny ; vers le sud-ouest : Domblans). La D5761 le relie au sud-est à Château-Chalon, où passe la D5 (Champagnole-Voiteur).
L'autoroute la plus proche est l'A391, qui relie à Saint-Lothain la N83/D1083 à l'autoroute A39 (Dijon-Dole-Bourg-en-Bresse).
Les gares les plus proches sont celles de Poligny et de Lons-le-Saulnier, où un service TER est assuré vers Belfort, Besançon, Bourg-en-Bresse et Lyon.
.

## Urbanisme

### Typologie
Au 1er janvier 2024, Frontenay est catégorisée commune rurale à habitat dispersé, selon la nouvelle grille communale de densité à sept niveaux définie par l'Insee en 2022.
Elle est située hors unité urbaine. Par ailleurs la commune fait partie de l'aire d'attraction de Lons-le-Saunier, dont elle est une commune de la couronne,. Cette aire, qui regroupe 139 communes, est catégorisée dans les aires de 50 000 à moins de 200 000 habitants,.

### Occupation des sols
L'occupation des sols de la commune, telle qu'elle ressort de la base de données européenne d’occupation biophysique des sols Corine Land Cover (CLC), est marquée par l'importance des territoires agricoles (56,7 % en 2018), en diminution par rapport à 1990 (58 %). La répartition détaillée en 2018 est la suivante : 
forêts (43,3 %), prairies (24,2 %), terres arables (19,2 %), zones agricoles hétérogènes (13,3 %). L'évolution de l’occupation des sols de la commune et de ses infrastructures peut être observée sur les différentes représentations cartographiques du territoire : la carte de Cassini (XVIIIe siècle), la carte d'état-major (1820-1866) et les cartes ou photos aériennes de l'IGN pour la période actuelle (1950 à aujourd'hui).

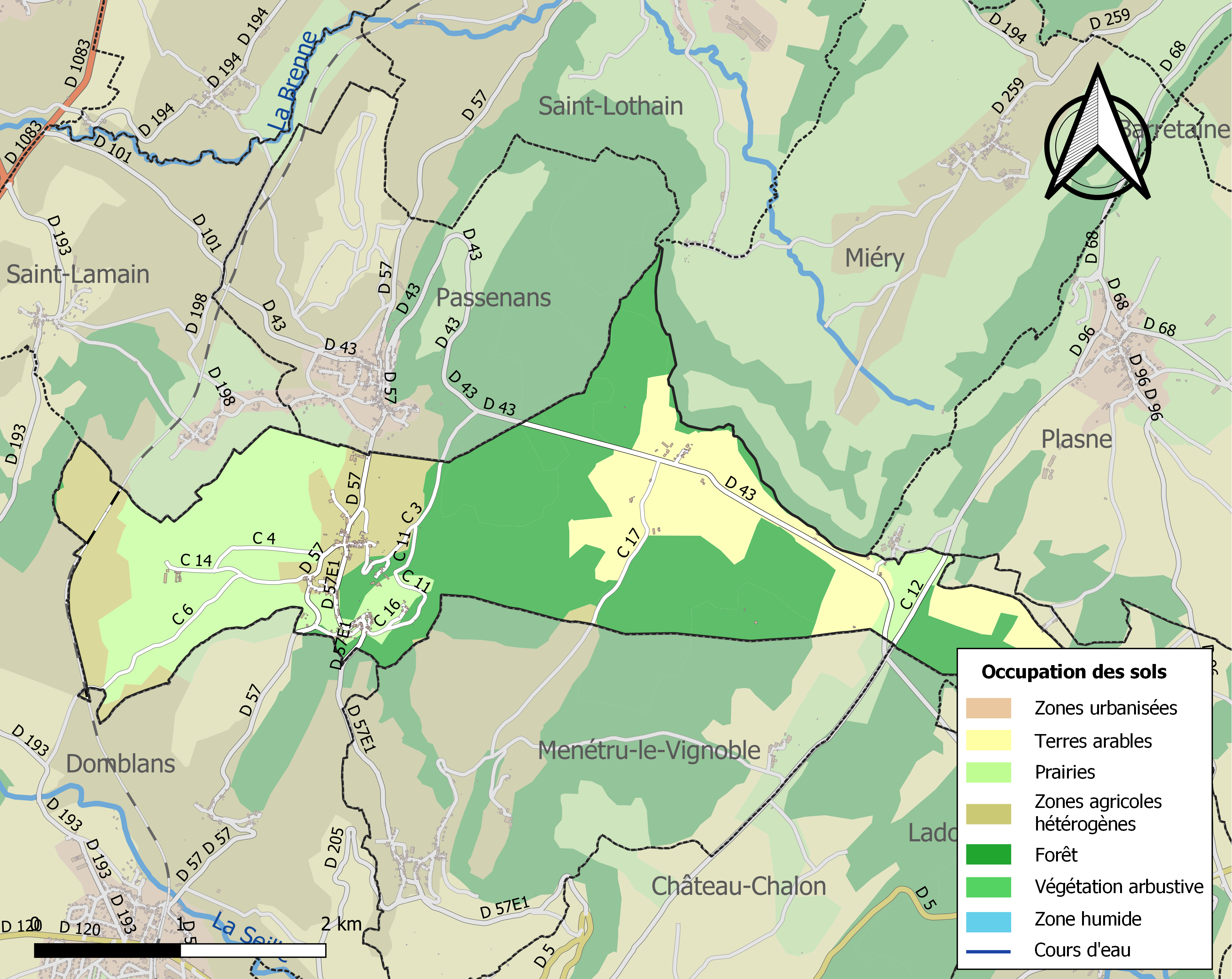
Carte des infrastructures et de l'occupation des sols de la commune en 2018 (CLC).

## Histoire
Le village situé au pied du château, s'organisait en quatre quartiers (toujours présents dans la toponymie) : l'Écouvette, Vau, la Ville et le Viseney, dont chacun disposait d'une tour de guet destinée à défendre la route du sel. 
Les très belles demeures de la Ville et du Viseney témoignent encore aujourd'hui de la prospérité du village aux XIVe et XVe siècles. 
Blotti au fond d'une petite reculée au bord du ruisseau Saint-Vincent, le quartier de Vau était le plus populaire et le plus actif. Avec son moulin, sa forge et son haut-fourneau, il aurait fourni en armes les soldats de la Révolution.

## Politique et administration
| Période    | Période   | Identité           | Étiquette | Qualité         |
| ---------- | --------- | ------------------ | --------- | --------------- |
| avant 1988 | ?         | Michel Liardon     |           |                 |
| mars 2001  | mars 2014 | Christian Guichard |           |                 |
| mars 2014  | 2020      | Dominique Prudent  | SE        | Agent technique |
| 2020       | En cours  | Stéphane Glénadel  |           |                 |

## Démographie
L'évolution du nombre d'habitants est connue à travers les recensements de la population effectués dans la commune depuis 1793. Pour les communes de moins de 10 000 habitants, une enquête de recensement portant sur toute la population est réalisée tous les cinq ans, les populations de référence des années intermédiaires étant quant à elles estimées par interpolation ou extrapolation. Pour la commune, le premier recensement exhaustif entrant dans le cadre du nouveau dispositif a été réalisé en 2004.

En 2022, la commune comptait 161 habitants, en évolution de −9,55 % par rapport à 2016 (Jura : −0,81 %, France hors Mayotte : +2,11 %).
| 1793 | 1800 | 1806 | 1821 | 1831 | 1836 | 1841 | 1846 | 1851 |
| ---- | ---- | ---- | ---- | ---- | ---- | ---- | ---- | ---- |
| 489  | 495  | 503  | 529  | 528  | 553  | 565  | 558  | 570  |

| 1856 | 1861 | 1866 | 1872 | 1876 | 1881 | 1886 | 1891 | 1896 |
| ---- | ---- | ---- | ---- | ---- | ---- | ---- | ---- | ---- |
| 510  | 512  | 527  | 557  | 487  | 465  | 481  | 420  | 414  |

| 1901 | 1906 | 1911 | 1921 | 1926 | 1931 | 1936 | 1946 | 1954 |
| ---- | ---- | ---- | ---- | ---- | ---- | ---- | ---- | ---- |
| 405  | 415  | 356  | 292  | 311  | 231  | 222  | 211  | 196  |

| 1962 | 1968 | 1975 | 1982 | 1990 | 1999 | 2004 | 2006 | 2009 |
| ---- | ---- | ---- | ---- | ---- | ---- | ---- | ---- | ---- |
| 214  | 205  | 158  | 170  | 166  | 170  | 161  | 156  | 166  |

| 2014 | 2019 | 2022 | - | - | - | - | - | - |
| ---- | ---- | ---- | - | - | - | - | - | - |
| 175  | 159  | 161  | - | - | - | - | - | - |

## Culture locale et patrimoine

### Lieux et monuments
- Château (XIIe siècle), inscrit à l'IGPC depuis 1976[21], et aux monuments historiques depuis 1991[22].
- Église Sainte-Madeleine (XVe siècle), classée à l'IGPC depuis 1933[23].
- Croix de chemins (XVIe siècle et XVIe siècle), inscrites à l'IGPC[24],[25],[26],[27].
- Maison du Viseney (XVIe siècle), inscrite à l'IGPC depuis 1976[28].
- Fermes de Vaud (XVIIIe siècle), inscrites à l'IGPC depuis 1976[29],[30],[31],[32],[33],[34],[35].
- Oratoire Notre-Dame du Mont (XVIIIe siècle), inscrit à l'IGPC depuis 1976[36].
- Chapelle mortuaire (XIXe siècle), inscrite à l'IGPC depuis 1976[37].
- Fermes de la ville (XIXe siècle), inscrites à l'IGPC depuis 1976[38],[39].
- Oratoire de la Vierge des Gy (XIXe siècle), inscrit à l'IGPC depuis 1976[40].
- Fontaine (XIXe siècle), inscrite à l'IGPC depuis 1976[41].
- Source et grotte N.D. de Lourdes (XIXe siècle).
- Sépulture de Bernard Clavel (1923-2010), au cimetière.

En outre, plusieurs éléments du village font partie des sites classés du département du Jura :
- L'église et sa terrasse plantée d'arbres dont l'allée de tilleuls[42].
- Le bourg et le château qui forment un ensemble remarquable avec les anciennes maisons de vigneron bâties dans la pierre ocre jaune locale dominées par le château sur sa colline , le tout entouré par le vignoble[43].

### Galerie

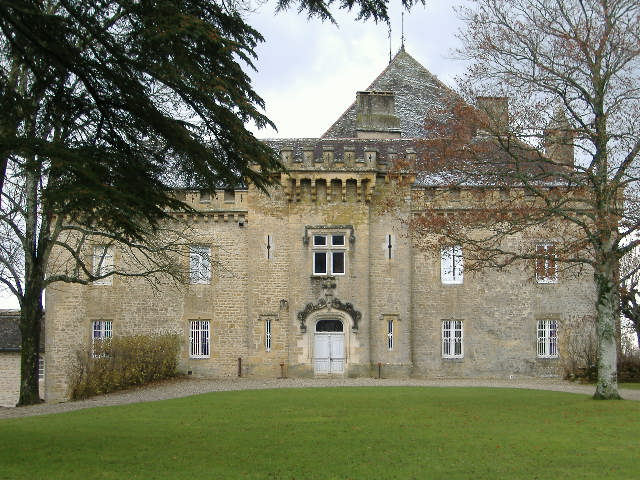
Château de Frontenay (XIIe siècle).
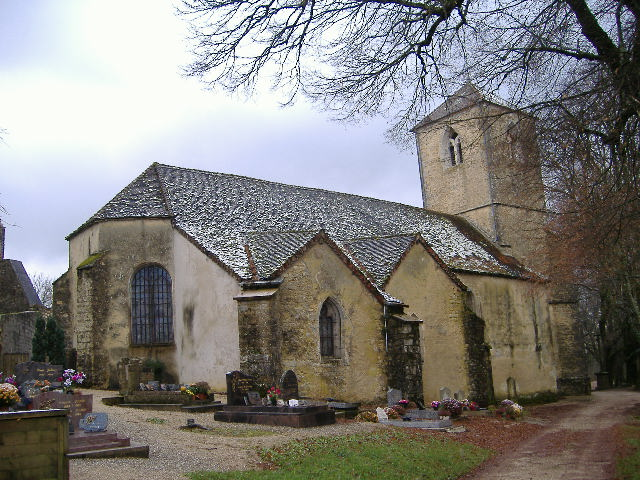
Église Sainte-Madeleine (XVe siècle).
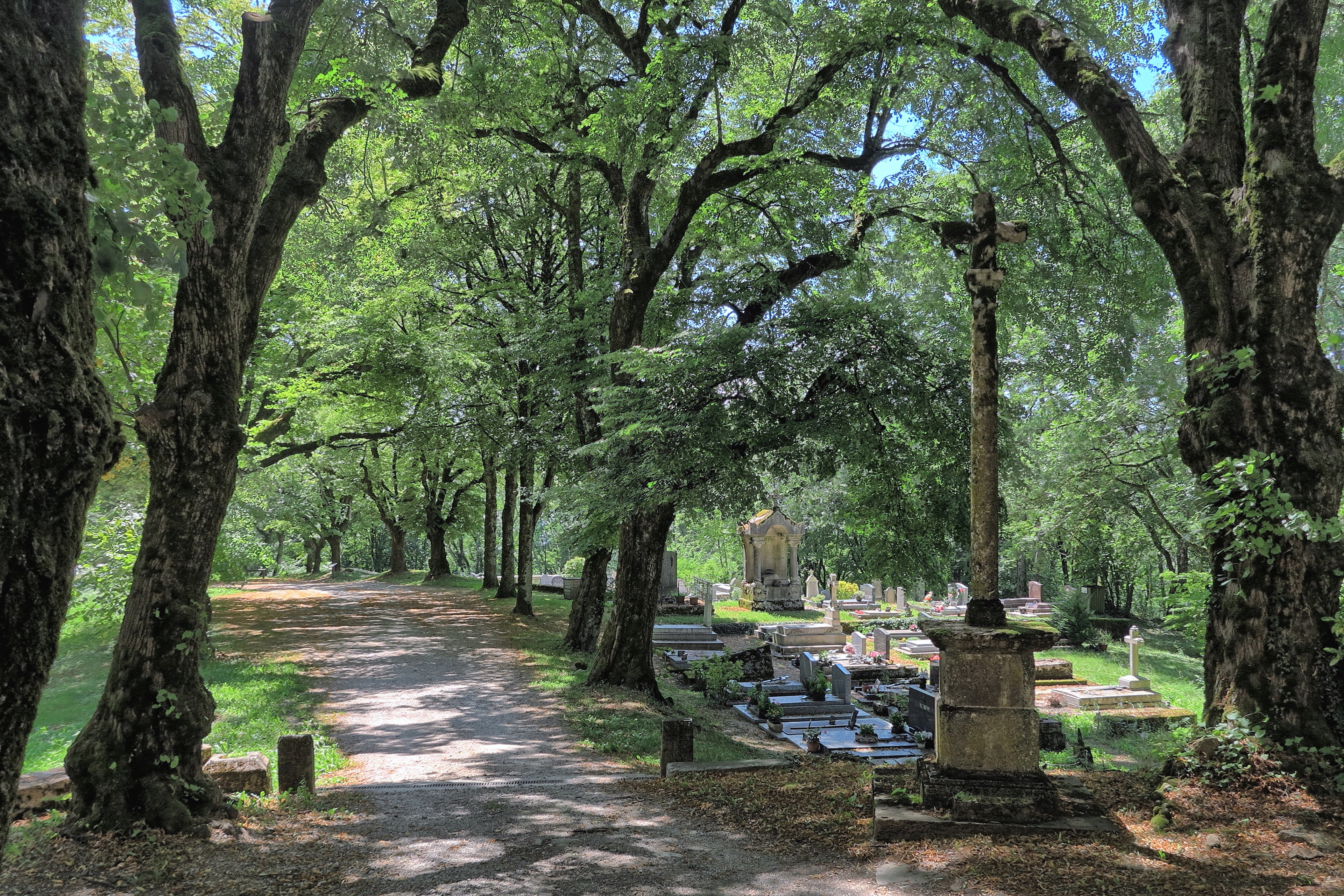
L'allée de tilleuls du cimetière.
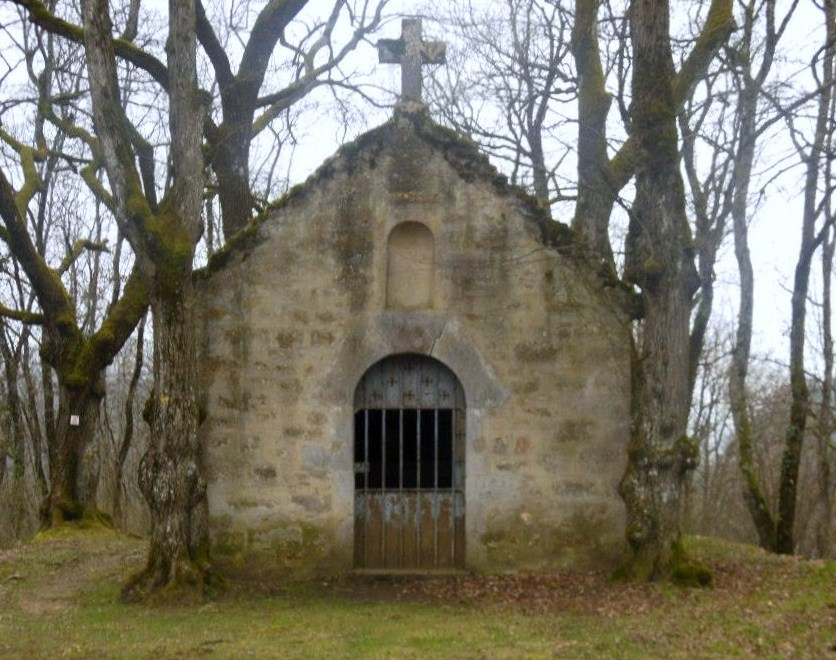
Chapelle mortuaire (XIXe s).
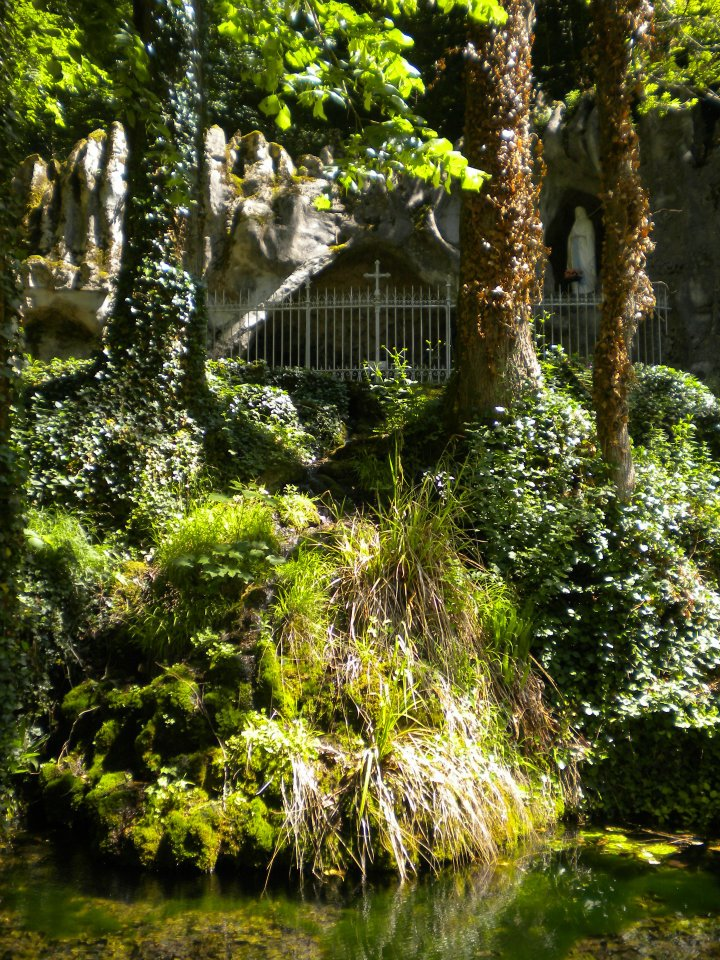
Grotte N.D. de Lourdes  (XIXe siècle).
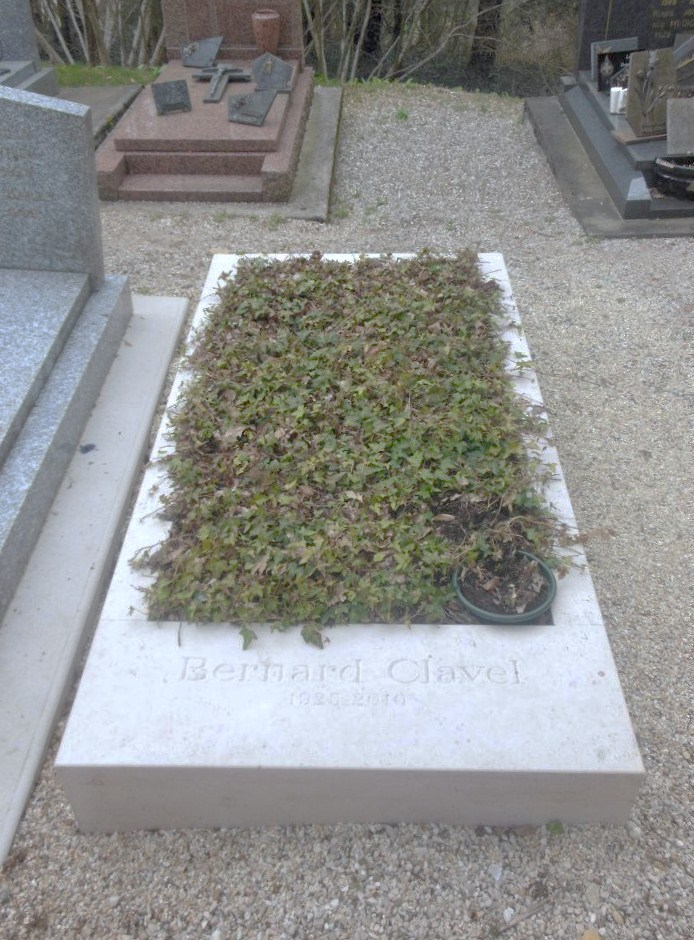
Sépulture de Bernard Clavel (XXe s).

### Héraldique
La famille de Frontenay portait pour armes : « Équipollé d'argent et de gueules » ou « Échiqueté d'or (alias d'argent) et de gueules de quatre tires ».

## Personnalités liées à la commune
- Victor Puiseux (1820-1883), mathématicien et astronome, mort à Frontenay.
- Pierre Henri Puiseux (1855-1928), professeur et astronome, mort à Frontenay.
- Bernard Clavel (1923-2010), écrivain, Prix Goncourt 1968, né à Lons-le-Saulnier et mort à Chambéry, est inhumé à Frontenay.